# Крог, Магнус
Ма́гнус Крог (норв. Magnus Krog, род. 19 марта 1987, Порсгрунн, Норвегия) — норвежский двоеборец, серебряный призёр Чемпионата мира по лыжным видам спорта (2013), олимпийский чемпион и бронзовый призёр Олимпийских игр в Сочи (2014) в лыжном двоеборье.